# Jón Ögmundsson
Jón Ögmundsson (Fljótshlíð, 1052 – Hólar, 23 aprile 1121) è stato un vescovo cattolico islandese.
Nel 1106 fondò la sede episcopale di Hólar nel nord dell'Islanda, dove fu vescovo fino alla sua morte e istituì una scuola cattedrale.

## Biografia
Purista religioso, Jón fece dello sradicare i residui del paganesimo la sua missione. Ciò incluse il cambiare i nomi della settimana. Quindi óðinsdagr, ossia il "giorno di Odino", divenne miðvikudagr, ossia il "giorno di metà settimana" e i giorni di Týr e di Thor divennero semplicemente il "terzo giorno" e il "quinto giorno".
I nomi dati da Jón ai giorni sono ancora in uso in Islanda ma nonostante il successo di questa riforma Jón non riuscì evidentemente a sradicare la memoria degli dei pagani. Infatti oltre un secolo dopo la sua morte furono scritte la Edda in prosa e la Edda poetica, che conservano molte informazioni sulla mitologia norrena.
Jón venne fatto santo locale da un decreto episcopale annunciato durante l'Althing del 1200.
La vita e i miracoli di Jón furono l'oggetto di uno scritto in latino e in norreno.